# Spiradiclis yunnanensis
Spiradiclis yunnanensis är en måreväxtart som först beskrevs av Hsien Shui Lo, och fick sitt nu gällande namn av Y.M.Shui. Spiradiclis yunnanensis ingår i släktet Spiradiclis och familjen måreväxter. Inga underarter finns listade i Catalogue of Life.